# Helen Wheels
Helen Wheels è un singolo di Paul McCartney con gli Wings. Il titolo del brano si riferisce alla Land Rover di Paul e Linda McCartney, soprannominata Hell on Wheels.
Il singolo fu pubblicato prima di Band on the Run e la canzone non fu inclusa nella pubblicazione ufficiale dello stesso nel Regno Unito. Fu invece inserita nella pubblicazione originale degli Stati Uniti d'America e nell'edizione del 25º anniversario. La canzone appare anche in Wingspan: Hits and History, sul secondo disco, History.
La canzone raggiunse il 10º posto in America il 12 gennaio del 1974.
Per un certo periodo l'inciso iniziale di "Helen Wheels" era la sigla iniziale del programma radiofonico "BUON VIAGGIO" rubrica quotidiana dedicata agli automobilisti (oggi ribattezzata "ONDA VERDE") 

## Tracce singolo
1. Helen Wheels (Paul & Linda McCartney) - 3:44
2. Country Dreamer (Paul & Linda McCartney) - 3:09